# إيلي كنعان
إيلي كنعان (1926 - 2009) هو رسام وفنان تشكيلي لبناني، من مواليد بيروت، يعتبر من رواد الحركة الفنية اللبنانية.

## الجوائز
- 1956: حاصل على صالون اوتومني بوزارة التربية الوطنية.
- 1957: جائزة السيدة أليغييري
- 1958: الجائزة الأولى لرئيس الجمهورية السيد كميل شمعون
- 1958: جائزة اليونسكو
- 1966: الحائز على صالون العتوم بمتحف سرسق
- 1966: جائزة اليونسكو
- 1967: الحائز على صالون العتوم بمتحف سرسق
- 1967: الفائز بجائزة Vendôme الممنوحة من قبل لجنة تحكيم دولية.
- 1974: الفائز بجائزة Grand Concours de la TMA الممنوحة من قبل لجنة تحكيم دولية.
- 1974: جائزة رئيس الجمهورية سليمان فرنجية.